# Groot Hollandia (vlaggenschip)
De Groot Hollandia was een 17e-eeuws tweedeks vlaggenschip van de Admiraliteit van Amsterdam met 70 kanonnen waarop verschillende Nederlandse vlagofficieren dienden, onder wie luitenant-admiraal Egbert Kortenaer, die tijdens de Slag bij Lowestoft sneuvelde aan boord van het schip. 

## DeGroot Hollandiain actie
- De verloren Slag bij Lowestoft in 1665 met de gesneuvelde luitenant-admiraal Egbert Kortenaer, waarna onder anderen vlaggenkapitein (stuurman?) Ate Stinstra van de Groot Hollandia na de plotselinge dood van Kortenaer de vloot ontvluchtte en later eerloos werd verklaard en daarna werd verbannen.
- De gewonnen Slag bij Solebay met kapitein Jan van Brakel, die een zeer groot Engels schip, de Royal James, liet zinken, maar waarbij de Groot Hollandia tijdens de slag zeer zware schade opliep en na de zeeslag als afgeschreven beschouwd moest worden. De overlevende bemanningsleden hielpen gedurende die winter mee bij de verdediging van Gouda.

Aeolus · Aemilia · Brederode · Prins Willem · Eendragt · Groot Hollandia · Hollandia · Zeven Provinciën · Gouden Leeuw · Beschermer